# Turnix de Madagascar
Turnix nigricollis
Espèce
Statut de conservation UICN

 LC  : Préoccupation mineure

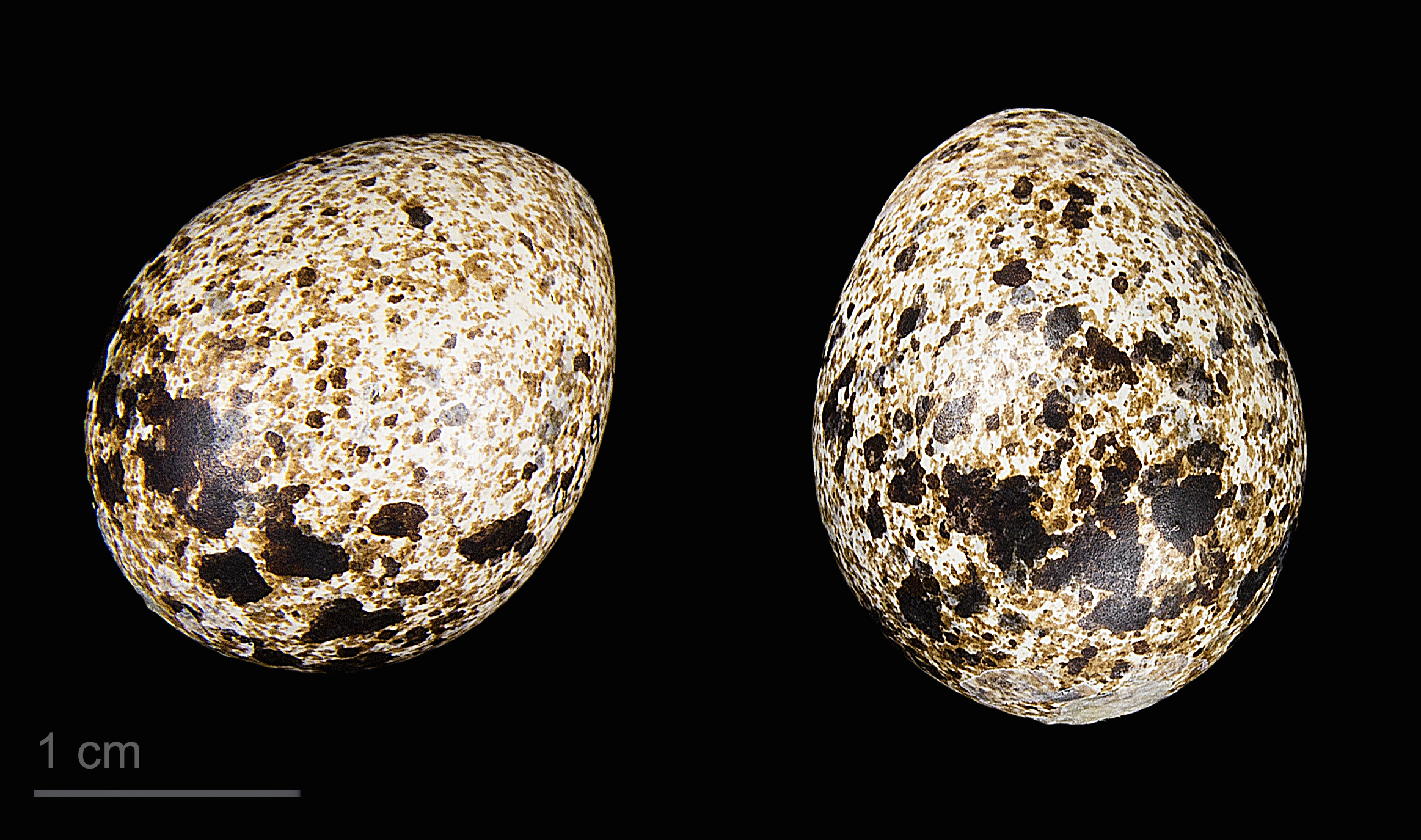
Turnix nigricollis - MHNT

Le Turnix de Madagascar (Turnix nigricollis) est une espèce d'oiseaux de la famille des Turnicidae.
Cet oiseau peuple Madagascar ainsi que les îles Glorieuses, Juan de Nova et La Réunion.